# Лауэр, Мартин
Карл Мартин Лауэр (нем. Karl Martin Lauer; 2 января 1937, Кёльн, Рейнская провинция — 6 октября 2019, Лауф-ан-дер-Пегниц, Бавария) — немецкий спринтер, чемпион Европы, чемпион летних Олимпийских игр 1960 года в Риме, участник двух Олимпиад, рекордсмен мира.

## Биография
Лауэр был чемпионом Германии в беге на 110 м с барьерами с 1956 по 1960 год и в десятиборье в 1956 году. На летних Олимпийских играх 1956 года в Мельбурне он финишировал четвёртым в беге на 110 м с барьерами и пятым в десятиборье. На чемпионате Европы 1958 года он выиграл золото в беге на 110 м с барьерами. В 1958 году Лауэр также установил свой первый мировой рекорд в эстафете 4×100 м. Он установил свой второй мировой рекорд в 1959 году, на этот раз в своей любимой дисциплине — беге с барьерами на 110 м (13,2 с); этот рекорд держался до 1972 года. В том же году он также установил свой личный рекорд в десятиборье. Этот результат стал вторым в этом сезоне в мире. В конце года спортивным журналом «Track & Field News» он был назван спортсменом года, первым в истории ежегодных выборов.
На Олимпийских играх в Риме Лауэр снова стал четвёртым в беге на 110 м с барьерами и пробежал этап за немецкую команду в эстафете 4×100 м. В финале немцы финишировали вторыми после США, но после финиша было объявлено, что американская команда дисквалифицирована за неправильную передачу эстафеты. Время команды Германии (39,5 с) стало мировым рекордом.
После Олимпиады Лауэр был вынужден уйти из спорта — нестерильная инъекция привела к сепсису и перспективе ампутации ноги. После выздоровления Лауэр стал кантри-певцом и продал несколько миллионов пластинок. Его сингл «Taxi nach Texas» был награждён «Серебряным львом» «Радио Люксембурга» в 1964 году. Лауэр посетил Олимпийские игры 1964 года в качестве журналиста и Олимпийские игры 1972 года в качестве представителя компании «Junghans». Позже он работал директором немецкой компании «Triumph Adler».